# Hannes Germann

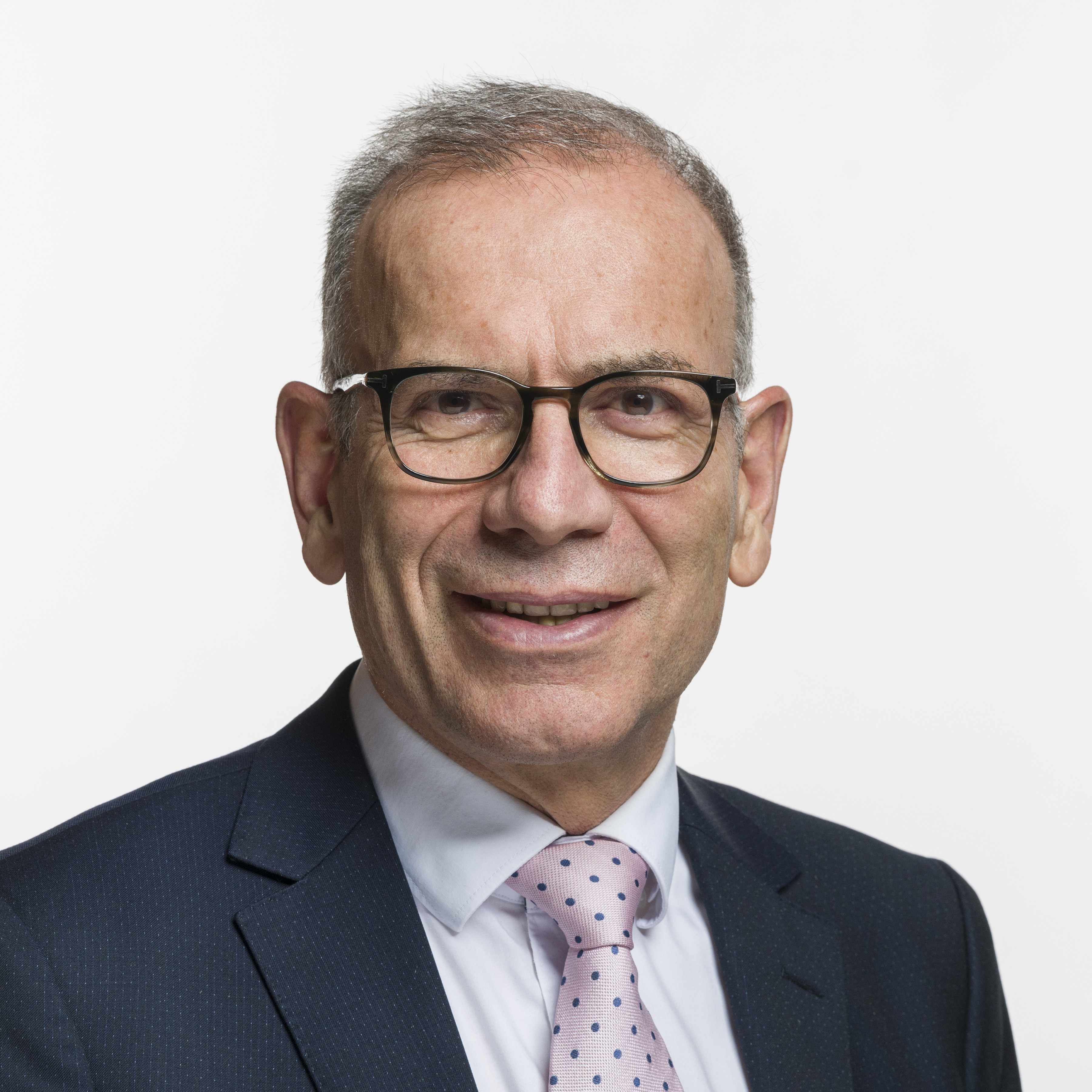
Hannes Germann (2019)

Hannes Germann (* 1. Juli 1956 in Schaffhausen; heimatberechtigt in Merishausen) ist ein Schweizer Politiker (SVP) und Mitglied des Ständerats. 2013/2014 war er Ständeratspräsident.

## Biografie
Germann war Primarlehrer, studierte auf dem zweiten Bildungsweg Betriebsökonomie und absolvierte Weiterbildungen. Neben seiner beruflichen und politischen Tätigkeit sitzt er in verschiedenen Verwaltungsräten mit dem Bankenbereich als Schwerpunkt.
1983 war er eines der Gründungsmitglieder der SVP-Sektion Oberhallau. Von 1993 bis 1996 amtierte er als Erziehungsrat und Präsident der Maturitätsprüfungskommission und von 1997 bis zur Auflösung der Gemeinde durch Fusion mit Thayngen auf Ende 2008 als Gemeindepräsident von Opfertshofen. Von 1997 bis 2000 war er Mitglied des Kantonsrats.
Seit dem 16. September 2002 vertritt er den Kanton Schaffhausen im Ständerat. Zu Beginn der Session 2011 wurde er für 2011/2012 zum zweiten Vizepräsidenten gewählt, zu Beginn der Session 2012 für ein Jahr zum ersten Vizepräsidenten und zu Beginn der Session 2013 für ein Jahr zum Präsidenten.
Von 2009 bis 2021 war er Präsident des Verbandes Schweizer Gemüseproduzenten (VSGP) und vertrat damit auch die Interessen der Gemüseproduzenten im Parlament. Nachfolger wurde Werner Salzmann.